# Virsliparti
A Virsliparti (eredeti cím: Sausage Party) 2016-ban bemutatott egész estés amerikai 3D-s számítógépes animációs film, amelyet Conrad Vernon és Greg Tiernan rendezett. A forgatókönyvet Seth Rogen írta, a zenéjét Christopher Lennertz és Alan Menken szerezte. Az Annapurna Pictures és a Point Grey Pictures készítette, a Columbia Pictures forgalmazta. Az Amerikai Egyesült Államokban 2016. augusztus 12-én, Magyarországon 2016. október 6-án mutatták be a mozikban.

## Szereplők
| Szereplő         | Eredeti hang  | Magyar hang      |
| ---------------- | ------------- | ---------------- |
| Carl             | Jonah Hill    | Minárovits Péter |
| Teresa Taco      | Salma Hayek   | Kéri Kitty       |
| Brenda           | Kristen Wiig  | Zakariás Éva     |
| Frank            | Seth Rogen    | Görög László     |
| Drogos (Druggie) | James Franco  | Dévai Balázs     |
| Sammy Bagel Jr.  | Edward Norton | Scherer Péter    |
| Barry            | Michael Cera  | Molnár Levente   |
| Darren           | Paul Rudd     | Hamvas Dániel    |